# Karel Postl (peintre)
 Karel Postl, aussi transcrit Postel[Quoi ?], est peintre paysagiste de Bohème ainsi qu'un dessinateur et graphiste du classicisme né le 9 novembre 1769 et décédé le 15 mars 1818 à Prague.
Il étudie à l'Académie de Vienne, puis est nommé professeur de dessin à l'Académie de Prague où il reste toute sa vie. Antonín Mánes est l’un de ses étudiants. Il meurt prématurément de tuberculose pulmonaire.